# La Place de l'Étoile
La Place de l'Étoile è un romanzo dello scrittore francese e premio Nobel Patrick Modiano.

## Trama
Il romanzo è scritto in prima persona, come l'autobiografia di Raphael Schlemilovitch, ebreo che si definisce "sfortunato". La storia è scritta in forma  sarcastica, mescolando realtà, finzione e contraddizioni, in quanto Modiano vi inserisce molti elementi personali e fa riferimento alla propria origine ebraica. Il personaggio principale ed autore del libro, una volta si dichiara nato prima della seconda guerra mondiale, un'altra durante. Nella sua vita la cronologia e la “verità” non hanno importanza: si presenta come ebreo antisemita o come mercante di donne, a seconda.    
Nella prima parte del romanzo, Rafael va a scuola e poi si iscrive all'università, per poi insegnare letteratura francese. Ma dopo un po' ne viene buttato fuori perché si comporta in modo crudele verso gli altri studenti. In seguito, passa al mestiere di commerciante per vendere donne provinciali francesi a Rio de Janeiro.     
La parte successiva del romanzo si svolge vent'anni prima. Schlemilovitch è un ebreo che collabora con la Gestapo ed è anche l'amante di Eva Braun. Va in Israele; lì lo mettono in prigione, ma il tenente Rebecca si innamora di lui. Insieme provano a fuggire, ma senza successo:  i soldati violentano la sua compagna e la uccidono. Anche Raphael viene torturato e poi ucciso. Ma tutta la situazione viene rappresentata come un'ossessione o un incubo.     
Alla fine del libro, Raphael si trova sul divano di Freud, in piena seduta psicanalitica, vivo e vegeto.

## Il protagonista
Il personaggio si descrive come attraente: alto, forte, bello e intelligente. È un ebreo ricco grazie ad un'eredità dello zio. La sua intelligenza si mostra soprattutto in campo letterario, nelle sue analisi sulla letteratura francese. Parla spesso di Proust, Montaigne, Sartre, ecc... Che è bello si capisce perché quasi tutte le donne, da Eva Braun al tenente Rebecca, si innamorano di lui. In tutta la storia, Rafael si sente intoccabile e irresistibile, anche se non lo é. Una volta, a Vienna, pensa al suicidio, mostrando una certa debolezza psicologica, che sarà evidente durante la seduta psicanalitica con Freud.

## Premi e riconoscimenti
Per il romanzo La Place de l'Étoile, Patrick Modiano ha ricevuto il premio Roger-Nimier ed il premio Fénéon, due riconoscimenti destinati ai giovani autori.